# Tanacetipathes barbadensis
Tanacetipathes barbadensis är en korallart som först beskrevs av Brook 1889.  Tanacetipathes barbadensis ingår i släktet Tanacetipathes och familjen Myriopathidae. Inga underarter finns listade i Catalogue of Life.